# أولاد مغزة - أولاد بابا سعيد (الشلالات)
أولاد مغزة - أولاد بابا سعيد هي إحدى مشيخات المملكة المغربية، تتبع جغرافيا لعمالة المحمدية وإداريًا لالشلالات. يقدر عدد سكانها بـ 4803 نسمة حسب الإحصاء الرسمي للسكان والسكنى لسنة 2004.